# Phascolion parvum
Phascolion parvum är en stjärnmaskart som beskrevs av Sluiter 1902. Phascolion parvum ingår i släktet Phascolion och familjen Phascoliidae. Inga underarter finns listade i Catalogue of Life.